# Basket Liga Kobiet
Orlen Basket Liga Kobiet (wcześniej jako Polska Liga Koszykówki Kobiet) – najwyższa w hierarchii klasa żeńskich ligowych rozgrywek koszykarskich w Polsce, będąca jednocześnie najwyższym szczeblem centralnym (I poziom ligowy). Zmagania w jej ramach toczą się cyklicznie (co sezon), systemem kołowym z fazą play-off na zakończenie każdego z sezonów i przeznaczone są dla najlepszych polskich klubów koszykarskich. Jej triumfatorki zostają Mistrzyniami Polski, zaś najsłabsze drużyny relegowane są do I ligi polskiej. Czołowe zespoły klasyfikacji końcowej każdego sezonu uzyskują prawo występów w europejskich pucharach w sezonie następnym (Eurolidze, bądż FIBA EuroCup Women).

## Historia
Premierowe mistrzostwa Polski w koszykówce kobiet zostały rozegrane w roku 1929, w formule nieligowej (turnieju mistrzowskiego), którego zwyciężczyniami – i jednocześnie pierwszymi mistrzyniami Polski – zostały zawodniczki Cracovii.

### Organizator ligi
Do 2001 organizatorem zmagań ligowych wszystkich szczebli koszykówki kobiet był Polski Związek Koszykówki (PZKosz.). W latach 2001–2013 zarządzaniem rozgrywkami najwyższego szczebla zajmował się – utworzony w tym celu – podmiot o nazwie Polska Liga Koszykówki Kobiet Sp. z o.o. (PLKK Sp. z o.o.). Od początku funkcję Prezesa Zarządu PLKK Sp. z o.o. pełnił Wiesław Zych i był nim do zakończenia działalności spółki.
13 marca 2013, na posiedzeniu zarządu PZKosz. podjęto decyzję, że od początku sezonu 2013/2014 to Polski Związek Koszykówki – a nie PLKK Sp. z o.o. – ponownie będzie organizatorem rozgrywek najwyższego szczebla. Przyczyniły się do tego – narastające od wielu lat – niezadowolenie klubów z działań PLKK Sp. z o.o. i nienależyte zabezpieczanie interesu klubów, będących członkami ligi. Największe kontrowersje budziła forma wsparcia finansowego.

### Historyczne nazwy
Od nazw tytularnych sponsorów PLKK funkcjonowała już, jako Torell Basket Liga (TBL) i Sharp Torell Basket Liga (STBL). 10 marca 2006 PLKK Sp. z o.o. podpisała umowę z Domem Samochodowym „Germaz” Sp. z o.o., na mocy której firma ta została patronem ligi, zaś PLKK zmieniła swą nazwę na Ford Germaz Basket Liga (FGBL), a później na Ford Germaz Ekstraklasa (FGE). Od sezonu 2017/2018 sponsorem tytularnym ligi jest Energa, na skutek czego rozgrywki noszą nazwę Energa Basket Liga Kobiet.
Nazwy sponsorskie
- Sharp Torell Basket Liga (STBL – 2003/2004)
- Torell Basket Liga (TBL – 2004/2005)
- Torell Basket Liga / Ford Germaz Basket Liga (TBL / FGBL – 2005/2006)
- Ford Germaz Ekstraklasa (FGE – 2006–2012)
- Polska Liga Koszykówki Kobiet (PLKK – 2012/2013)
- Basket Liga Kobiet (BLK – 2013/2014)
- Tauron Basket Liga Kobiet (TBLK – 2014–2016)
- Basket Liga Kobiet (BLK – 2016/2017)
- Energa Basket Liga Kobiet (EBLK – 2017-2023)
- Orlen Basket Liga Kobiet (OBLK – od 2023)

## Drużyny w sezonie 2024/2025
- 1KS Ślęza Wrocław
- KGHM BC Polkowice
- Enea AZS Politechnika Poznań
- Energa Toruń
- KS Basket Bydgoszcz Sp. z o.o.
- MB Zagłębie Sosnowiec
- PolskaStrefaInwestycji Enea Gorzów Wielkopolski
- Polski Cukier AZS UMCS Lublin
- SKK Polonia Warszawa
- VBW Arka Gdynia

## Medalistki Mistrzostw Polski
| Sezon |                               |                                                     |                                                                  | MVP Finałów                        |
| 1929 | Cracovia                      | AZS Warszawa                                        | IKP Łódź                                                         |                                    |
| 1930 | AZS Warszawa                  | ŁKS Łódź                                            | Cracovia                                                         |                                    |
| 1931 | AZS Warszawa                  | IKP Łódź                                            |                                                                  |                                    |
| 1932 | IKP Łódź                      | AZS Poznań                                          | AZS Warszawa                                                     |                                    |
| 1933 | IKP Łódź                      | Polonia Warszawa                                    | Cracovia                                                         |                                    |
| 1934 | Polonia Warszawa              | IKP Łódź                                            | WKS Unia Lublin                                                  |                                    |
| 1935 | Polonia Warszawa              | AZS Warszawa                                        | IKP Łódź                                                         |                                    |
| W 1936 mistrzostw Polski nie rozegrano (reorganizacja rozgrywek). |                               |                                                     |                                                                  |                                    |
| 1937 | AZS Warszawa                  | Polonia Warszawa                                    | IKP Łódź                                                         |                                    |
| 1938 | AZS Warszawa                  | IKP Łódź                                            | AZS Lwów                                                         |                                    |
| 1939 | IKP Łódź                      | AZS Warszawa                                        | Polonia Warszawa                                                 |                                    |
| W latach 1940–1945 mistrzostw Polski nie rozegrano z powodu trwania II wojny światowej. |                               |                                                     |                                                                  |                                    |
| 1946 | TUR Łódź                      | Społem Warszawa                                     | AZS Warszawa                                                     |                                    |
| 1947 | AZS Warszawa                  | Zryw Łódź                                           | Cracovia                                                         |                                    |
| 1947/1948 | Spójnia Warszawa              | Zryw Łódź                                           | AZS Warszawa                                                     |                                    |
| 1948/1949 | Spójnia Warszawa              | Polonia Warszawa                                    | Zryw Łódź                                                        |                                    |
| 1949/1950 | AZS Warszawa                  | Spójnia Warszawa                                    | Gwardia Kraków *                                                 |                                    |
| 1950/1951 | Spójnia Warszawa              | AZS Warszawa                                        | Kolejarz Warszawa **                                             |                                    |
| 1951/1952 | Spójnia Warszawa              | Gwardia Kraków                                      | AZS Warszawa                                                     |                                    |
| 1952/1953 | AZS-AWF Warszawa              | Spójnia Warszawa                                    | Gwardia Kraków                                                   |                                    |
| 1953/1954 | AZS-AWF Warszawa              | Spójnia Warszawa                                    | Gwardia Kraków                                                   |                                    |
| 1954/1955 | AZS-AWF Warszawa              | Kolejarz Poznań ***                                 | Wawel Kraków                                                     |                                    |
| 1955/1956 | AZS-AWF Warszawa              | Kolejarz Poznań                                     | Kolejarz Warszawa                                                |                                    |
| 1956/1957 | Lech Poznań                   | AZS-AWF Warszawa                                    | Wawel Kraków                                                     |                                    |
| 1957/1958 | AZS-AWF Warszawa              | Wawel Kraków                                        | Lech Poznań                                                      |                                    |
| 1958/1959 | Wawel Kraków                  | AZS-AWF Warszawa                                    | TS Wisła Kraków                                                  |                                    |
| 1959/1960 | AZS-AWF Warszawa              | Wawel Kraków                                        | TS Wisła Kraków                                                  |                                    |
| 1961 | AZS-AWF Warszawa              | Wawel Kraków                                        | Olimpia Poznań                                                   |                                    |
| 1962 | AZS-AWF Warszawa              | Wawel Kraków                                        | TS Wisła Kraków                                                  |                                    |
| 1962/1963 | TS Wisła Kraków               | AZS-AWF Warszawa                                    | Wawel Kraków                                                     |                                    |
| 1963/1964 | TS Wisła Kraków               | AZS-AWF Warszawa                                    | ŁKS Łódź                                                         |                                    |
| 1964/1965 | TS Wisła Kraków               | AZS-AWF Warszawa                                    | Polonia Warszawa                                                 |                                    |
| 1965/1966 | TS Wisła Kraków               | ŁKS Łódź                                            | Olimpia Poznań                                                   |                                    |
| 1966/1967 | ŁKS Łódź                      | TS Wisła Kraków                                     | Polonia Warszawa                                                 |                                    |
| 1967/1968 | TS Wisła Kraków               | ŁKS Łódź                                            | Spójnia Gdańsk                                                   |                                    |
| 1968/1969 | TS Wisła Kraków               | Spójnia Gdańsk                                      | ŁKS Łódź                                                         |                                    |
| 1969/1970 | TS Wisła Kraków               | Spójnia Gdańsk                                      | AZS-AWF Warszawa                                                 |                                    |
| 1970/1971 | TS Wisła Kraków               | ŁKS Łódź                                            | Lech Poznań                                                      |                                    |
| 1971/1972 | ŁKS Łódź                      | TS Wisła Kraków                                     | Lech Poznań                                                      |                                    |
| 1972/1973 | ŁKS Łódź                      | TS Wisła Kraków                                     | Lech Poznań                                                      |                                    |
| 1973/1974 | ŁKS Łódź                      | TS Wisła Kraków                                     | Spójnia Gdańsk                                                   |                                    |
| 1974/1975 | TS Wisła Kraków               | ŁKS Łódź                                            | Polonia Warszawa                                                 |                                    |
| 1975/1976 | TS Wisła Kraków               | Polonia Warszawa                                    | ŁKS Łódź                                                         |                                    |
| 1976/1977 | TS Wisła Kraków               | ŁKS Łódź                                            | AZS Poznań                                                       |                                    |
| 1977/1978 | AZS Poznań                    | Spójnia Gdańsk                                      | ŁKS Łódź                                                         |                                    |
| 1978/1979 | TS Wisła Kraków               | Spójnia Gdańsk                                      | ŁKS Łódź                                                         |                                    |
| 1979/1980 | TS Wisła Kraków               | Spójnia Gdańsk                                      | ŁKS Łódź                                                         |                                    |
| 1980/1981 | TS Wisła Kraków               | Spójnia Gdańsk                                      | ŁKS Łódź                                                         |                                    |
| 1981/1982 | ŁKS Łódź                      | WTK Ślęza Wrocław                                   | TS Wisła Kraków                                                  |                                    |
| 1982/1983 | ŁKS Łódź                      | TS Wisła Kraków                                     | Włókniarz Pabianice                                              |                                    |
| 1983/1984 | TS Wisła Kraków               | WTK Ślęza Wrocław                                   | Lech Poznań                                                      |                                    |
| 1984/1985 | TS Wisła Kraków               | WTK Ślęza Wrocław                                   | ŁKS Łódź                                                         |                                    |
| 1985/1986 | ŁKS Łódź                      | WTK Ślęza Wrocław                                   | Spójnia Gdańsk                                                   |                                    |
| 1986/1987 | WTK Ślęza Wrocław             | TS Wisła Kraków                                     | ŁKS Łódź                                                         |                                    |
| 1987/1988 | TS Wisła Kraków               | Włókniarz Pabianice                                 | Olimpia Poznań                                                   |                                    |
| 1988/1989 | Włókniarz Pabianice           | Spójnia Gdańsk                                      | Olimpia Poznań                                                   |                                    |
| 1989/1990 | Włókniarz Pabianice           | Lech Poznań                                         | Olimpia Poznań                                                   |                                    |
| 1990/1991 | Włókniarz Pabianice           | ŁKS Łódź                                            | Olimpia Poznań                                                   |                                    |
| 1991/1992 | Włókniarz Pabianice           | TS Wisła Kraków                                     | Olimpia Poznań                                                   |                                    |
| 1992/1993 | Olimpia Poznań                | Włókniarz Pabianice                                 | WTK Ślęza Wrocław                                                |                                    |
| 1993/1994 | Olimpia Atlantis Poznań       | Włókniarz Pabianice                                 | ŁKS Łódź                                                         |                                    |
| 1994/1995 | ŁKS Łódź                      | Olimpia Poznań                                      | Warta Investment Gdynia                                          |                                    |
| 1995/1996 | Warta S.A. BI Gdynia          | ŁKS Łódź                                            | Olimpia Poznań                                                   |                                    |
| 1996/1997 | ŁKS Łódź                      | Fota-Dajan Gdynia                                   | MTK Pabianice                                                    |                                    |
| 1997/1998 | Fota Porta Gdynia             | ŁKS Żywiec Łódź                                     | TS Wisła Cristal Kraków                                          |                                    |
| 1998/1999 | Fota Porta Gdynia             | TS Wisła Cristal Kraków                             | MTK Polfa Pabianice                                              |                                    |
| 1999/2000 | Polpharma VBW Clima Gdynia    | MTK Polfa Pabianice                                 | TS Wisła Kraków                                                  |                                    |
| 2000/2001 | Polpharma VBW Clima Gdynia    | Polfa Pabianice                                     | Toya-Ślęza Wrocław                                               |                                    |
| 2001/2002 | Lotos VBW Clima Gdynia        | Polfa Pabianice                                     | Ślęza Wrocław                                                    |                                    |
| 2002/2003 | Lotos VBW Clima Gdynia        | Polfa Pabianice                                     | ŁKS Łódź                                                         |                                    |
| 2003/2004 | Lotos VBW Clima Gdynia        | Stary Browar AZS Poznań                             | PZU Polfa Pabianice                                              |                                    |
| 2004/2005 | Lotos Gdynia                  | TS Wisła Can-Pack Kraków                            | CCC Polkowice                                                    | Agnieszka Bibrzycka (Lotos)        |
| 2005/2006 | TS Wisła Can-Pack Kraków      | Lotos Gdynia                                        | PZU Polfa Pabianice                                              | Anna DeForge (Wisła)               |
| 2006/2007 | TS Wisła Can-Pack Kraków      | Lotos Gdynia                                        | CCC Polkowice                                                    | Chamique Holdsclaw (Wisła)         |
| 2007/2008 | TS Wisła Can-Pack Kraków      | Lotos PKO BP Gdynia                                 | KSSSE AZS PWSZ Gorzów Wielkopolski                               | Candice Dupree (Wisła)             |
| 2008/2009 | Lotos PKO BP Gdynia           | KSSSE AZS PWSZ Gorzów Wielkopolski                  | TS Wisła Can-Pack Kraków                                         | Tamika Catchings (Lotos)           |
| 2009/2010 | Lotos PKO BP Gdynia           | KSSSE AZS PWSZ Gorzów Wielkopolski                  | Energa Toruń                                                     | Erin Phillips (Lotos)              |
| 2010/2011 | TS Wisła Can-Pack Kraków      | CCC Polkowice                                       | KSSSE AZS PWSZ Gorzów Wielkopolski                               | Jelena Leuczanka (Wisła)           |
| 2011/2012 | TS Wisła Can-Pack Kraków      | CCC Polkowice                                       | Energa Toruń                                                     | Ewelina Kobryn (Wisła)             |
| 2012/2013 | CCC Polkowice                 | TS Wisła Can-Pack Kraków                            | Artego Bydgoszcz                                                 | Walerija Musina (CCC)              |
| 2013/2014 | TS Wisła Can-Pack Kraków      | CCC Polkowice                                       | Artego Bydgoszcz                                                 | Justyna Żurowska (Wisła)           |
| 2014/2015 | TS Wisła Can-Pack Kraków      | Artego Bydgoszcz                                    | CCC Polkowice                                                    | Justyna Żurowska-Cegielska (Wisła) |
| 2015/2016 | TS Wisła Can-Pack Kraków      | Artego Bydgoszcz                                    | Ślęza Wrocław                                                    | Yvonne Turner (Wisła)              |
| 2016/2017 | Ślęza Wrocław                 | TS Wisła Can-Pack Kraków                            | CCC Polkowice                                                    | Sharnee Zoll (Ślęza)               |
| 2017/2018 | CCC Polkowice                 | Artego Bydgoszcz                                    | Ślęza Wrocław                                                    | Temi Fagbenle (CCC)                |
| 2018/2019 | CCC Polkowice                 | InvestInTheWest Enea Gorzów Wielkopolski            | Arka Gdynia                                                      | Jasmine Thomas (CCC)               |
| 2019/2020 | Arka Gdynia                   | Artego Bydgoszcz                                    | InvestInTheWest Enea Gorzów Wielkopolski                         |                                    |
| 2020/2021 | VBW Arka Gdynia               | CCC Polkowice                                       | Artego Bydgoszcz PolskaStrefaInwestycji Enea Gorzów Wielkopolski | Alice Kunek (Arka)                 |
| 2021/2022 | BC Polkowice                  | Pszczółka Polski Cukier AZS UMCS Lublin             | VBW Arka Gdynia                                                  | Erica Wheeler (BC Polkowice)       |
| 2022/2023 | Polski Cukier AZS UMCS Lublin | BC Polkowice                                        | PolskaStrefaInwestycji Enea Gorzów Wielkopolski                  | Sparkle Taylor (AZS UMCS)          |
| 2023/2024 | KGHM BC Polkowice             | PolskaStrefaInwestycji Enea AJP Gorzów Wielkopolski | VBW Arka Gdynia                                                  | Erica Wheeler (KGHM)               |
| 2024/2025 | VBW Arka Gdynia               | PolskaStrefaInwestycji Enea AJP Gorzów Wielkopolski | Ślęza Wrocław                                                    |                                    |
| (*) – w latach 1949–1956 Wisła Kraków nosiła nazwę Gwardii Kraków (**) – w latach 1949–1956 Polonia Warszawa nosiła nazwę Kolejarz Warszawa (***) – w latach 1949–1956 Lech Poznań nosił nazwę Kolejarz Poznań |                               |                                                     |                                                                  |                                    |

## Zestawienie mistrzyń Polski
| Liczba MP | Klub                          | Lata |
| --------- | ----------------------------- | --- |
| 25        | Wisła Can-Pack Kraków         | 1963, 1964, 1965, 1966, 1968, 1969, 1970, 1971, 1975, 1976, 1977, 1979, 1980, 1981, 1984, 1985, 1988, 2006, 2007, 2008, 2011, 2012, 2014, 2015, 2016 |
| 14        | AZS Warszawa/AZS-AWF Warszawa | 1930, 1931, 1937, 1938, 1947, 1950, 1953, 1954, 1955, 1956, 1958, 1960, 1961, 1962                                                                   |
| 14        | VBW Arka Gdynia               | 1996, 1998, 1999, 2000, 2001, 2002, 2003, 2004, 2005, 2009, 2010, 2020, 2021, 2025                                                                   |
| 9         | ŁKS Łódź                      | 1967, 1972, 1973, 1974, 1982, 1983, 1986, 1995, 1997                                                                                                 |
| 5         | BC Polkowice                  | 2013, 2018, 2019, 2022, 2024 |
| 4         | Włókniarz Pabianice           | 1989, 1990, 1991, 1992 |
| 4         | Spójnia Warszawa              | 1948, 1949, 1951, 1952 |
| 3         | IKP Łódź                      | 1932, 1933, 1939 |
| 2         | Ślęza Wrocław                 | 1987, 2017 |
| 2         | Olimpia Poznań                | 1993, 1994 |
| 2         | Polonia Warszawa              | 1934, 1935 |
| 1         | AZS Poznań                    | 1978 |
| 1         | Wawel Kraków                  | 1959 |
| 1         | Lech Poznań                   | 1957 |
| 1         | TUR Łódź                      | 1946 |
| 1         | Cracovia                      | 1929 |
| 1         | AZS UMCS Lublin               | 2023 |

## Mistrzowskie składy
(od 1963)

pogrubienie – oznacza zawodniczkę, która została wybrana MVP finałów PLKK
| \| Joanna Michalik Elżbieta Żółtowska-Wężyk Danuta Dalewska Danuta Sala Krystyna Pabjańczyk-Likszo Barbara Matias \| Danuta Otolińska-Dudek Barbara Szydłowska Ewa Czuwaj Irena Górka-Szaflik Danuta Kubik-Sokół Janina Wojtal Trener: Ludwik Miętta-Mikołajewicz \| | |
| Joanna Michalik Elżbieta Żółtowska-Wężyk Danuta Dalewska Danuta Sala Krystyna Pabjańczyk-Likszo Barbara Matias | Danuta Otolińska-Dudek Barbara Szydłowska Ewa Czuwaj Irena Górka-Szaflik Danuta Kubik-Sokół Janina Wojtal Trener: Ludwik Miętta-Mikołajewicz |

| \| Joanna Michalik Anna Cembronowicz Alina Szostak Danuta Matejko Krystyna Pabjańczyk-Likszo Barbara Matias \| Danuta Otolińska-Dudek Barbara Szydłowska Ewa Czuwaj Irena Górka-Szaflik Danuta Kubik-Sokół Janina Wojtal Trener: Ludwik Miętta-Mikołajewicz \| | |
| Joanna Michalik Anna Cembronowicz Alina Szostak Danuta Matejko Krystyna Pabjańczyk-Likszo Barbara Matias | Danuta Otolińska-Dudek Barbara Szydłowska Ewa Czuwaj Irena Górka-Szaflik Danuta Kubik-Sokół Janina Wojtal Trener: Ludwik Miętta-Mikołajewicz |

| \| Joanna Michalik Anna Cembronowicz Alina Szostak Danuta Matejko Krystyna Pabjańczyk-Likszo Barbara Matias \| Danuta Sala Barbara Szydłowska Ewa Czuwaj Irena Górka-Szaflik Barbara Nowak Janina Wojtal Trener: Ludwik Miętta-Mikołajewicz \| | |
| Joanna Michalik Anna Cembronowicz Alina Szostak Danuta Matejko Krystyna Pabjańczyk-Likszo Barbara Matias | Danuta Sala Barbara Szydłowska Ewa Czuwaj Irena Górka-Szaflik Barbara Nowak Janina Wojtal Trener: Ludwik Miętta-Mikołajewicz |

| \| Joanna Michalik Anna Cembronowicz Alina Szostak Danuta Matejko Krystyna Pabjańczyk-Likszo Barbara Matias Danuta Sala \| Elżbieta Romanowska Wanda Czuwaj Ewa Czuwaj Irena Górka-Szaflik Barbara Nowak Janina Wojtal Trener: Ludwik Miętta-Mikołajewicz \| | |
| Joanna Michalik Anna Cembronowicz Alina Szostak Danuta Matejko Krystyna Pabjańczyk-Likszo Barbara Matias Danuta Sala | Elżbieta Romanowska Wanda Czuwaj Ewa Czuwaj Irena Górka-Szaflik Barbara Nowak Janina Wojtal Trener: Ludwik Miętta-Mikołajewicz |

| \| Aniela Majde Irena Sokuł Maria Bratoszewska Lucyna Gałka Barbara Nartowska Zdzisława Ogłozińska Maria Łuczyńska \| Lucjanna Michalska Małgorzata Smoleńska Joanna Kłosowicz Elżbieta Skrzypek Krystyna Gałła Trener: Józef Żyliński Asystenci: A. Nowakowski \| | |
| Aniela Majde Irena Sokuł Maria Bratoszewska Lucyna Gałka Barbara Nartowska Zdzisława Ogłozińska Maria Łuczyńska | Lucjanna Michalska Małgorzata Smoleńska Joanna Kłosowicz Elżbieta Skrzypek Krystyna Gałła Trener: Józef Żyliński Asystenci: A. Nowakowski |

| \| Elżbieta Biesiekierska Anna Cembronowicz Alina Szostak Stanisława Guzik Krystyna Pabjańczyk-Likszo Barbara Konik \| Teresa Koblik Wanda Czuwaj Ewa Czuwaj Irena Górka-Szaflik Barbara Nowak-Rogowska Janina Wojtal Trener: Ludwik Miętta-Mikołajewicz \| | |
| Elżbieta Biesiekierska Anna Cembronowicz Alina Szostak Stanisława Guzik Krystyna Pabjańczyk-Likszo Barbara Konik | Teresa Koblik Wanda Czuwaj Ewa Czuwaj Irena Górka-Szaflik Barbara Nowak-Rogowska Janina Wojtal Trener: Ludwik Miętta-Mikołajewicz |

| \| Elżbieta Biesiekierska Małgorzata Gołąbek Alina Szostak Stanisława Guzik Krystyna Pabjańczyk-Likszo Zdzisława Pabjańczyk-Ogłozińska Danuta Matejko-Horba Barbara Konik Teresa Koblik \| Wanda Czuwaj Ewa Czuwaj-Sułkowska Teresa Starowieyska Irena Górka-Szaflik Barbara Nowak-Rogowska Janina Wojtal Henryka Ślęczka Jadwiga Pałka Trener: Ludwik Miętta-Mikołajewicz \| | |
| Elżbieta Biesiekierska Małgorzata Gołąbek Alina Szostak Stanisława Guzik Krystyna Pabjańczyk-Likszo Zdzisława Pabjańczyk-Ogłozińska Danuta Matejko-Horba Barbara Konik Teresa Koblik | Wanda Czuwaj Ewa Czuwaj-Sułkowska Teresa Starowieyska Irena Górka-Szaflik Barbara Nowak-Rogowska Janina Wojtal Henryka Ślęczka Jadwiga Pałka Trener: Ludwik Miętta-Mikołajewicz |

| \| Elżbieta Biesiekierska Małgorzata Gołąbek Alina Szostak-Grabowska Stanisława Guzik Krystyna Pabjańczyk-Likszo Zdzisława Pabjańczyk-Ogłozińska Renata Sobkowiak-Soja \| Ewa Czuwaj-Sułkowska Teresa Starowieyska Irena Górka-Szaflik Barbara Rogowska Janina Wojtal Henryka Ślęczka Małgorzata Waga Trener: Ludwik Miętta-Mikołajewicz \| | |
| Elżbieta Biesiekierska Małgorzata Gołąbek Alina Szostak-Grabowska Stanisława Guzik Krystyna Pabjańczyk-Likszo Zdzisława Pabjańczyk-Ogłozińska Renata Sobkowiak-Soja | Ewa Czuwaj-Sułkowska Teresa Starowieyska Irena Górka-Szaflik Barbara Rogowska Janina Wojtal Henryka Ślęczka Małgorzata Waga Trener: Ludwik Miętta-Mikołajewicz |

| \| Elżbieta Biesiekierska Ewa Bazes Małgorzata Gołąbek Alina Szostak-Grabowska Stanisława Guzik Krystyna Pabjańczyk-Likszo Zdzisława Pabjańczyk-Ogłozińska Renata Soja \| Ewa Czuwaj-Sułkowska Teresa Starowieyska Irena Górka-Szaflik Barbara Rogowska Janina Wojtal Henryka Ślęczka Małgorzata Waga Trener: Ludwik Miętta-Mikołajewicz \| | |
| Elżbieta Biesiekierska Ewa Bazes Małgorzata Gołąbek Alina Szostak-Grabowska Stanisława Guzik Krystyna Pabjańczyk-Likszo Zdzisława Pabjańczyk-Ogłozińska Renata Soja | Ewa Czuwaj-Sułkowska Teresa Starowieyska Irena Górka-Szaflik Barbara Rogowska Janina Wojtal Henryka Ślęczka Małgorzata Waga Trener: Ludwik Miętta-Mikołajewicz |

| \| Aniela Kaczmarow Mirosława Michalak Teresa Strumiłło Maria Bratoszewska Lucyna Gałka Danuta Błaszczyk Anna Piasecka \| Maria Łuczyńska Bożena Marciniak Małgorzata Smoleńska Elżbieta Skrzypek Lucyna Kałużna Krystyna Gałła Trener: Józef Żyliński Asystenci: A. Nowakowski \| | |
| Aniela Kaczmarow Mirosława Michalak Teresa Strumiłło Maria Bratoszewska Lucyna Gałka Danuta Błaszczyk Anna Piasecka | Maria Łuczyńska Bożena Marciniak Małgorzata Smoleńska Elżbieta Skrzypek Lucyna Kałużna Krystyna Gałła Trener: Józef Żyliński Asystenci: A. Nowakowski |

| \| Aniela Kaczmarow Mirosława Michalak Teresa Strumiłło Ewa Polowa Lucyna Gałka Danuta Błaszczyk Anna Piasecka \| Bożena Marciniak-Storożyńska Małgorzata Smoleńska Barbara Jagielska Lucyna Kałużna Małgorzata Majewska Trener: Józef Żyliński Asystenci: A. Nowakowski \| | |
| Aniela Kaczmarow Mirosława Michalak Teresa Strumiłło Ewa Polowa Lucyna Gałka Danuta Błaszczyk Anna Piasecka | Bożena Marciniak-Storożyńska Małgorzata Smoleńska Barbara Jagielska Lucyna Kałużna Małgorzata Majewska Trener: Józef Żyliński Asystenci: A. Nowakowski |

| \| Irena Żabińska Mirosława Michalak Teresa Strumiłło Ewa Polowa Lucyna Gałka Danuta Błaszczyk Anna Piasecka \| Bożena Marciniak-Storożyńska Małgorzata Smoleńska Barbara Jagielska Lucyna Kałużna Małgorzata Majewska Trener: Józef Żyliński Asystenci: A. Nowakowski, A. Kulesza \| | |
| Irena Żabińska Mirosława Michalak Teresa Strumiłło Ewa Polowa Lucyna Gałka Danuta Błaszczyk Anna Piasecka | Bożena Marciniak-Storożyńska Małgorzata Smoleńska Barbara Jagielska Lucyna Kałużna Małgorzata Majewska Trener: Józef Żyliński Asystenci: A. Nowakowski, A. Kulesza |

| \| Elżbieta Biesiekierska Halina Iwaniec Lucyna Berniak Halina Kaluta Kinga Obuchowicz Halina Jakóbczak Barbara Paluch \| Ewa Jamróz Małgorzata Ponikwia Teresa Starowieyska Elżbieta Wereda Barbara Rogowska Janina Wojtal Trener: Ludwik Miętta-Mikołajewicz \| | |
| Elżbieta Biesiekierska Halina Iwaniec Lucyna Berniak Halina Kaluta Kinga Obuchowicz Halina Jakóbczak Barbara Paluch | Ewa Jamróz Małgorzata Ponikwia Teresa Starowieyska Elżbieta Wereda Barbara Rogowska Janina Wojtal Trener: Ludwik Miętta-Mikołajewicz |

| \| Elżbieta Biesiekierska Halina Iwaniec Lucyna Januszkiewicz Małgorzata Kapera Halina Kosińska Halina Krężel Barbara Paluch \| Katarzyna Kusion Teresa Starowieyska Małgorzata Twaróg Małgorzata Ponikwia Elżbieta Wereda Barbara Wiśniewska Janina Wojtal Trener: Ludwik Miętta-Mikołajewicz \| | |
| Elżbieta Biesiekierska Halina Iwaniec Lucyna Januszkiewicz Małgorzata Kapera Halina Kosińska Halina Krężel Barbara Paluch | Katarzyna Kusion Teresa Starowieyska Małgorzata Twaróg Małgorzata Ponikwia Elżbieta Wereda Barbara Wiśniewska Janina Wojtal Trener: Ludwik Miętta-Mikołajewicz |

| \| Elżbieta Biesiekierska Halina Iwaniec Lucyna Januszkiewicz Małgorzata Kapera Halina Kosińska Halina Krężel Barbara Paluch \| Teresa Starowieyska Małgorzata Twaróg Elżbieta Wereda Małgorzata Wiązkowska Barbara Wiśniewska Janina Wojtal Trener: Ludwik Miętta-Mikołajewicz \| | |
| Elżbieta Biesiekierska Halina Iwaniec Lucyna Januszkiewicz Małgorzata Kapera Halina Kosińska Halina Krężel Barbara Paluch | Teresa Starowieyska Małgorzata Twaróg Elżbieta Wereda Małgorzata Wiązkowska Barbara Wiśniewska Janina Wojtal Trener: Ludwik Miętta-Mikołajewicz |

| \| Maria Efenberg Elżbieta Grześczyk Ewa Haber Maria Jergen Jarosława Kurnatowska Bożena Ludwiczak \| Iwona Nilsson Adelajda Nowak Teresa Schielke Dorota Surmacewicz Beata Wieczorek Elżbieta Ziętarska \| | |
| Maria Efenberg Elżbieta Grześczyk Ewa Haber Maria Jergen Jarosława Kurnatowska Bożena Ludwiczak | Iwona Nilsson Adelajda Nowak Teresa Schielke Dorota Surmacewicz Beata Wieczorek Elżbieta Ziętarska |

| \| Elżbieta Biesiekierska Halina Iwaniec Lucyna Januszkiewicz Małgorzata Kapera Halina Kosińska Halina Krężel Elżbieta Marcinkiewicz \| Grażyna Seweryn Beata Spieszny Małgorzata Twaróg Elżbieta Wereda Małgorzata Wiązkowska Barbara Wiśniewska Trener: Ludwik Miętta-Mikołajewicz \| | |
| Elżbieta Biesiekierska Halina Iwaniec Lucyna Januszkiewicz Małgorzata Kapera Halina Kosińska Halina Krężel Elżbieta Marcinkiewicz | Grażyna Seweryn Beata Spieszny Małgorzata Twaróg Elżbieta Wereda Małgorzata Wiązkowska Barbara Wiśniewska Trener: Ludwik Miętta-Mikołajewicz |

| \| Elżbieta Biesiekierska Halina Iwaniec Lucyna Januszkiewicz Małgorzata Kapera Halina Kosińska Halina Krężel \| Mariola Marzec Grażyna Seweryn Małgorzata Twaróg Małgorzata Wiązkowska Barbara Wiśniewska Trener: Ludwik Miętta-Mikołajewicz \| | |
| Elżbieta Biesiekierska Halina Iwaniec Lucyna Januszkiewicz Małgorzata Kapera Halina Kosińska Halina Krężel | Mariola Marzec Grażyna Seweryn Małgorzata Twaróg Małgorzata Wiązkowska Barbara Wiśniewska Trener: Ludwik Miętta-Mikołajewicz |

| \| Elżbieta Biesiekierska Halina Iwaniec Anna Jelonek Małgorzata Kapera Halina Kosińska \| Halina Krężel Grażyna Seweryn Małgorzata Twaróg Małgorzata Wiązkowska Trener: Ludwik Miętta-Mikołajewicz \| | |
| Elżbieta Biesiekierska Halina Iwaniec Anna Jelonek Małgorzata Kapera Halina Kosińska | Halina Krężel Grażyna Seweryn Małgorzata Twaróg Małgorzata Wiązkowska Trener: Ludwik Miętta-Mikołajewicz |

| \| Lucyna Bek Zofia Gad Ludmiła Janowska Mirosława Kaczmarczyk Dorota Koriat Małgorzata Kujawa \| Katarzyna Madej Bożena Sędzicka Jadwiga Sidoruk Mirosława Sieczko Elżbieta Szerment Małgorzata Turska Trener: Janusz Kantorski \| | |
| Lucyna Bek Zofia Gad Ludmiła Janowska Mirosława Kaczmarczyk Dorota Koriat Małgorzata Kujawa | Katarzyna Madej Bożena Sędzicka Jadwiga Sidoruk Mirosława Sieczko Elżbieta Szerment Małgorzata Turska Trener: Janusz Kantorski |

| \| Marzena Grabowska Marzena Gumowska Ludmiła Janowska Mirosława Kaczmarczyk Dorota Konstantynowicz Dorota Koriat Małgorzata Kujawa \| Katarzyna Madej Bożena Sędzicka Jadwiga Sidoruk Elżbieta Szerment Małgorzata Turska Beata Wieczorek Trener: Janusz Kantorski \| | |
| Marzena Grabowska Marzena Gumowska Ludmiła Janowska Mirosława Kaczmarczyk Dorota Konstantynowicz Dorota Koriat Małgorzata Kujawa | Katarzyna Madej Bożena Sędzicka Jadwiga Sidoruk Elżbieta Szerment Małgorzata Turska Beata Wieczorek Trener: Janusz Kantorski |

| \| Tamara Czelakowska Elżbieta Doniec Katarzyna Grabacka Halina Iwaniec Lucyna Januszkiewicz Anna Jelonek \| Renata Langosz Aldona Patycka Małgorzata Perucka Lucyna Pozorska Grażyna Seweryn Marta Starowicz Trener: Piotr Langosz \| | |
| Tamara Czelakowska Elżbieta Doniec Katarzyna Grabacka Halina Iwaniec Lucyna Januszkiewicz Anna Jelonek | Renata Langosz Aldona Patycka Małgorzata Perucka Lucyna Pozorska Grażyna Seweryn Marta Starowicz Trener: Piotr Langosz |

| \| Tamara Czelakowska Katarzyna Czerniak Elżbieta Doniec Katarzyna Grabacka Lucyna Januszkiewicz Anna Jelonek Renata Langosz \| Izabela Maj Aldona Patycka Małgorzata Perucka Grażyna Seweryn Marta Starowicz Ewa Świerk Trener: Zdzisław Kassyk \| | |
| Tamara Czelakowska Katarzyna Czerniak Elżbieta Doniec Katarzyna Grabacka Lucyna Januszkiewicz Anna Jelonek Renata Langosz | Izabela Maj Aldona Patycka Małgorzata Perucka Grażyna Seweryn Marta Starowicz Ewa Świerk Trener: Zdzisław Kassyk |

| \| Marzena Grabowska Marzena Gumowska Ludmiła Janowska Barbara Klęczar Małgorzata Kujawa Zuzanna Leżuch Katarzyna Madej \| Anita Olęcka Bożena Sędzicka Jadwiga Sidoruk Małgorzata Turska Anna Węgrecka Beata Wieczorek Katarzyna Zimnowodzka Trener: Henryk Langierowicz \| | |
| Marzena Grabowska Marzena Gumowska Ludmiła Janowska Barbara Klęczar Małgorzata Kujawa Zuzanna Leżuch Katarzyna Madej | Anita Olęcka Bożena Sędzicka Jadwiga Sidoruk Małgorzata Turska Anna Węgrecka Beata Wieczorek Katarzyna Zimnowodzka Trener: Henryk Langierowicz |

| \| Beata Fajkowska Barbara Klęczar Iwona Kowalczyk Katarzyna Kulwicka Maria Lenczowska Wioletta Lewandowska Zuzanna Leżuch \| Mariola Marzec Mirosława Pabijasz Teresa Swędrowska Beata Szpilska Lucyna Wierzbicka Grażyna Wolska \| | |
| Beata Fajkowska Barbara Klęczar Iwona Kowalczyk Katarzyna Kulwicka Maria Lenczowska Wioletta Lewandowska Zuzanna Leżuch | Mariola Marzec Mirosława Pabijasz Teresa Swędrowska Beata Szpilska Lucyna Wierzbicka Grażyna Wolska |

| \| Tamara Czelakowska Małgorzata Downar-Zapolska Anna Jelonek Beata Kalinowska Regina Kwak Izabela Maj \| Aldona Patycka Małgorzata Perucka Grażyna Seweryn Marta Starowicz Elżbieta Szerment Joanna Więsław Trener: Zdzisław Kassyk \| | |
| Tamara Czelakowska Małgorzata Downar-Zapolska Anna Jelonek Beata Kalinowska Regina Kwak Izabela Maj | Aldona Patycka Małgorzata Perucka Grażyna Seweryn Marta Starowicz Elżbieta Szerment Joanna Więsław Trener: Zdzisław Kassyk |

| \| Marzanna Berner Małgorzata Gliszczyńska Monika Kamińska Małgorzata Klimek Małgorzata Knop Edyta Paruszewska Marta Pawlak Wiesława Piotrkiewicz \| Beata Predehl Dorota Przybyła Marzena Seroka Jadwiga Sidoruk Małgorzata Storożyńska Mariola Szymańska Dorota Szymczak Beata Ulcyfer Trener: Henryk Langierowicz \| | |
| Marzanna Berner Małgorzata Gliszczyńska Monika Kamińska Małgorzata Klimek Małgorzata Knop Edyta Paruszewska Marta Pawlak Wiesława Piotrkiewicz | Beata Predehl Dorota Przybyła Marzena Seroka Jadwiga Sidoruk Małgorzata Storożyńska Mariola Szymańska Dorota Szymczak Beata Ulcyfer Trener: Henryk Langierowicz |

| \| Anna Berner Małgorzata Gliszczyńska Marzena Grabowska Monika Kamińska Małgorzata Knop Edyta Paruszewska \| Wiesława Piotrkiewicz Beata Predehl Dorota Przybyła Jadwiga Sidoruk Małgorzata Storożyńska Beata Ulcyfer Trener: Henryk Langierowicz \| | |
| Anna Berner Małgorzata Gliszczyńska Marzena Grabowska Monika Kamińska Małgorzata Knop Edyta Paruszewska | Wiesława Piotrkiewicz Beata Predehl Dorota Przybyła Jadwiga Sidoruk Małgorzata Storożyńska Beata Ulcyfer Trener: Henryk Langierowicz |

| \| Marzena Głaszcz Krystyna Górak Marzena Grabowska Monika Kamińska Małgorzata Knop Milena Owczarek Edyta Paruszewska Renata Piestrzyńska \| Beata Predehl Dorota Przybyła Jadwiga Sidoruk Małgorzata Storożyńska Elżbieta Trześniewska Beata Ulcyfer Magdalena Włodarska Trener: Henryk Langierowicz \| | |
| Marzena Głaszcz Krystyna Górak Marzena Grabowska Monika Kamińska Małgorzata Knop Milena Owczarek Edyta Paruszewska Renata Piestrzyńska | Beata Predehl Dorota Przybyła Jadwiga Sidoruk Małgorzata Storożyńska Elżbieta Trześniewska Beata Ulcyfer Magdalena Włodarska Trener: Henryk Langierowicz |

| \| Marzena Głaszcz Krystyna Górak Marzena Grabowska Monika Kamińska Małgorzata Knop Milena Owczarek Edyta Paruszewska \| Renata Piestrzyńska Beata Predehl Jadwiga Sidoruk Małgorzata Storożyńska Elżbieta Trześniewska Magdalena Włodarska Trener: Henryk Langierowicz \| | |
| Marzena Głaszcz Krystyna Górak Marzena Grabowska Monika Kamińska Małgorzata Knop Milena Owczarek Edyta Paruszewska | Renata Piestrzyńska Beata Predehl Jadwiga Sidoruk Małgorzata Storożyńska Elżbieta Trześniewska Magdalena Włodarska Trener: Henryk Langierowicz |

| \| Katarzyna Duczmal Małgorzata Dydek Iwona Jabłońska Beata Krupska-Tyszkiewicz Małgorzata Kubiak Wioletta Lewandowska \| Lilia Małaja Ilona Mądra Marzena Najmowicz Aleksandra Owczarek Ewa Portianko Elena Szwajbowicz Trener: Tomasz Herkt \| | |
| Katarzyna Duczmal Małgorzata Dydek Iwona Jabłońska Beata Krupska-Tyszkiewicz Małgorzata Kubiak Wioletta Lewandowska | Lilia Małaja Ilona Mądra Marzena Najmowicz Aleksandra Owczarek Ewa Portianko Elena Szwajbowicz Trener: Tomasz Herkt |

| \| Małgorzata Dydek Karolina Janyga Beata Krupska-Tyszkiewicz Małgorzata Kubiak Lilia Małaja Ilona Mądra Barbara Młynarczyk \| Marzena Najmowicz Elena Nawojkawa Aleksandra Owczarek Ewa Portianko Alina Słabęcka Elena Szwajbowicz Trener: Tomasz Herkt \| | |
| Małgorzata Dydek Karolina Janyga Beata Krupska-Tyszkiewicz Małgorzata Kubiak Lilia Małaja Ilona Mądra Barbara Młynarczyk | Marzena Najmowicz Elena Nawojkawa Aleksandra Owczarek Ewa Portianko Alina Słabęcka Elena Szwajbowicz Trener: Tomasz Herkt |

| \| Jelena Agafonnikowa Dorota Gburczyk-Sikora Monika Jankowska Agnieszka Jaroszewicz Daiva Jodeikaitė Katarzyna Madej \| Izabela Maj Joanna Pietrusiak Monika Smaczna Elżbieta Trześniewska Sylwia Wlaźlak Ewa Żebrowska-Zych Trener: Andrzej Nowakowski \| | |
| Jelena Agafonnikowa Dorota Gburczyk-Sikora Monika Jankowska Agnieszka Jaroszewicz Daiva Jodeikaitė Katarzyna Madej | Izabela Maj Joanna Pietrusiak Monika Smaczna Elżbieta Trześniewska Sylwia Wlaźlak Ewa Żebrowska-Zych Trener: Andrzej Nowakowski |

| \| Walentyna Bałdujewa Sylwia Błażkiewicz Dorota Bukowska Beata Madejska Lucyna Mruk Marzena Najmowicz \| Hanna Olęcka Olga Pantelejewa Elina Stefanowska Beata Szamyjer Marta Szumska Lubow Szwecowa Trener: Tadeusz Huciński \| | |
| Walentyna Bałdujewa Sylwia Błażkiewicz Dorota Bukowska Beata Madejska Lucyna Mruk Marzena Najmowicz | Hanna Olęcka Olga Pantelejewa Elina Stefanowska Beata Szamyjer Marta Szumska Lubow Szwecowa Trener: Tadeusz Huciński |

| \| Jelena Agafonnikowa Edyta Chruściel Dorota Gburczyk-Sikora Agnieszka Jaroszewicz Daiva Jodeikaitė \| Katarzyna Kenig Edyta Koryzna Małgorzata Tomporek Elżbieta Trześniewska Sylwia Wlaźlak Trener: Mirosław Trześniewski \| | |
| Jelena Agafonnikowa Edyta Chruściel Dorota Gburczyk-Sikora Agnieszka Jaroszewicz Daiva Jodeikaitė | Katarzyna Kenig Edyta Koryzna Małgorzata Tomporek Elżbieta Trześniewska Sylwia Wlaźlak Trener: Mirosław Trześniewski |

| \| Anna Belau Sylwia Błażkiewicz Dorota Bukowska Katarzyna Dydek Marzena Frąszczak Joanna Gołuńska Karolina Janyga Jelena Karpowa \| Beata Madejska Lucyna Mruk Olga Pantelejewa Natalia Stawicka Elina Stefanowska Lubow Szwecowa Chantel Tremitiere Magdalena Wróbel Trener: Adam Prabucki \| | |
| Anna Belau Sylwia Błażkiewicz Dorota Bukowska Katarzyna Dydek Marzena Frąszczak Joanna Gołuńska Karolina Janyga Jelena Karpowa | Beata Madejska Lucyna Mruk Olga Pantelejewa Natalia Stawicka Elina Stefanowska Lubow Szwecowa Chantel Tremitiere Magdalena Wróbel Trener: Adam Prabucki |

| \| Dorota Bukowska Edna Campbell Monika Ciecierska Agnieszka Cieślak Katarzyna Dulnik Katarzyna Dydek Małgorzata Dydek Joanna Gołuńska Jelena Karpowa \| Lucyna Mruk Elena Nawojkawa Olga Pantelejewa Eliza Sokołowska Natalia Stawicka Elina Stefanowska Lubow Szwecowa Chantel Tremitiere Trener: Tomasz Herkt \| | |
| Dorota Bukowska Edna Campbell Monika Ciecierska Agnieszka Cieślak Katarzyna Dulnik Katarzyna Dydek Małgorzata Dydek Joanna Gołuńska Jelena Karpowa | Lucyna Mruk Elena Nawojkawa Olga Pantelejewa Eliza Sokołowska Natalia Stawicka Elina Stefanowska Lubow Szwecowa Chantel Tremitiere Trener: Tomasz Herkt |

| \| Anna Archipowa Dorota Bukowska Edna Campbell Joanna Cupryś Katarzyna Dydek Małgorzata Dydek \| Karolina Janyga Elena Nawojkawa Ewa Odrzywolska Ticha Penicheiro Beata Predehl Magdalena Wróbel Trener: Tomasz Herkt \| | |
| Anna Archipowa Dorota Bukowska Edna Campbell Joanna Cupryś Katarzyna Dydek Małgorzata Dydek | Karolina Janyga Elena Nawojkawa Ewa Odrzywolska Ticha Penicheiro Beata Predehl Magdalena Wróbel Trener: Tomasz Herkt |

| \| Marta Bromboszcz Aneta Bruzgul Dorota Bukowska Joanna Cupryś Małgorzata Dydek Joanna Górzyńska-Szymczak Verdana Grgin \| Nicky McCrimmon Małgorzata Morka Mila Nikolich Olga Pantelejewa Ticha Penicheiro Beata Predehl Agnieszka Saidowska Trener: Adam Ziemiński \| | |
| Marta Bromboszcz Aneta Bruzgul Dorota Bukowska Joanna Cupryś Małgorzata Dydek Joanna Górzyńska-Szymczak Verdana Grgin | Nicky McCrimmon Małgorzata Morka Mila Nikolich Olga Pantelejewa Ticha Penicheiro Beata Predehl Agnieszka Saidowska Trener: Adam Ziemiński |

| \| Agnieszka Bibrzycka Elen Szakirowa Joanna Cupryś Małgorzata Dydek Katarzyna Dydek Marie Ferdinand Gordana Grubin \| Jelena Nawoikawa Olga Pantelejewa Agnieszka Saidowska Katie Smith Iwona Szymik Anne Thorius Trener: Krzysztof Koziorowicz \| | |
| Agnieszka Bibrzycka Elen Szakirowa Joanna Cupryś Małgorzata Dydek Katarzyna Dydek Marie Ferdinand Gordana Grubin | Jelena Nawoikawa Olga Pantelejewa Agnieszka Saidowska Katie Smith Iwona Szymik Anne Thorius Trener: Krzysztof Koziorowicz |

| \| Anastasja Barawanowa Agnieszka Bibrzycka Aneta Bruzgul Joanna Cupryś Małgorzata Dydek Gordana Grubin Karolina Janyga \| Chasity Melvin Ilze Ose-Hlebowicka Magdalena Pietrzak Katie Smith Iwona Szymik Natalja Wodopjanowa Sophia Witherspoon Trener: Krzysztof Koziorowicz \| | |
| Anastasja Barawanowa Agnieszka Bibrzycka Aneta Bruzgul Joanna Cupryś Małgorzata Dydek Gordana Grubin Karolina Janyga | Chasity Melvin Ilze Ose-Hlebowicka Magdalena Pietrzak Katie Smith Iwona Szymik Natalja Wodopjanowa Sophia Witherspoon Trener: Krzysztof Koziorowicz |

| \| Agnieszka Bibrzycka Aneta Bruzgul Joanna Cupryś Małgorzata Dydek Chasity Melvin \| Limor Mizrachi Paulina Pawlak Elaine Powell Tatjana Troina Natalja Wodopjanowa Trener: Krzysztof Koziorowicz \| | |
| Agnieszka Bibrzycka Aneta Bruzgul Joanna Cupryś Małgorzata Dydek Chasity Melvin | Limor Mizrachi Paulina Pawlak Elaine Powell Tatjana Troina Natalja Wodopjanowa Trener: Krzysztof Koziorowicz |

| \| Agnieszka Bibrzycka Aleksandra Chomać Małgorzata Dydek Karolina Janyga Ewelina Kobryn Katarzyna Motyl \| Deanna Nolan Paulina Pawlak Elaine Powell Elina Stefanowska Tatjana Troina Monika Veselovski Trener: Krzysztof Koziorowicz \| | |
| Agnieszka Bibrzycka Aleksandra Chomać Małgorzata Dydek Karolina Janyga Ewelina Kobryn Katarzyna Motyl | Deanna Nolan Paulina Pawlak Elaine Powell Elina Stefanowska Tatjana Troina Monika Veselovski Trener: Krzysztof Koziorowicz |

| \| Kara Brown-Braxton Patrycja Czepiec Edyta Czerwonka Anna DeForge Katarzyna Gawor Dorota Gburczyk-Sikora Evelina Guneva Tiffani Johnson Monika Krawiec Maryna Kress \| Ljiljana Latinović Angelika Miszkiel Iva Perovanović Magdalena Radwan Jelena Škerović Magdalena Skorek Natalija Trafimawa Agnieszka Wilk Karolina Zając Trener: Elmedin Omanić \| | |
| Kara Brown-Braxton Patrycja Czepiec Edyta Czerwonka Anna DeForge Katarzyna Gawor Dorota Gburczyk-Sikora Evelina Guneva Tiffani Johnson Monika Krawiec Maryna Kress | Ljiljana Latinović Angelika Miszkiel Iva Perovanović Magdalena Radwan Jelena Škerović Magdalena Skorek Natalija Trafimawa Agnieszka Wilk Karolina Zając Trener: Elmedin Omanić |

| \| Dominique Canty Anna DeForge Agnieszka Fikiel Katarzyna Gawor Dorota Gburczyk-Sikora Chamique Holdsclaw Monika Krawiec Agata Nowacka \| Magdalena Radwan Jelena Škerović Liad Suez-Karni Natalija Trafimawa Elżbieta Trześniewska Daliborka Vilipić Anna Wielebnowska Karolina Zając Trener: Elmedin Omanić \| | |
| Dominique Canty Anna DeForge Agnieszka Fikiel Katarzyna Gawor Dorota Gburczyk-Sikora Chamique Holdsclaw Monika Krawiec Agata Nowacka | Magdalena Radwan Jelena Škerović Liad Suez-Karni Natalija Trafimawa Elżbieta Trześniewska Daliborka Vilipić Anna Wielebnowska Karolina Zając Trener: Elmedin Omanić |

| \| Kara Brown-Braxton Anna DeForge Candice Dupree Marta Fernández Paulina Gajdosz Dorota Gburczyk-Sikora Ewelina Kobryn \| Monika Krawiec Agnieszka Majewska Agata Nowacka Jelena Škerović Natalija Trafimawa Anna Wielebnowska Trener: Wojciech Downar-Zapolski \| | |
| Kara Brown-Braxton Anna DeForge Candice Dupree Marta Fernández Paulina Gajdosz Dorota Gburczyk-Sikora Ewelina Kobryn | Monika Krawiec Agnieszka Majewska Agata Nowacka Jelena Škerović Natalija Trafimawa Anna Wielebnowska Trener: Wojciech Downar-Zapolski |

| \| Alana Beard Tamika Catchings Monique Currie Marta Dobrowolska Marta Jujka Magdalena Leciejewska Natalla Marczanka \| Ivana Matović Paulina Pawlak Emilija Podrug Jekaterina Snytsina Klaudia Sosnowska Olivia Szumełda-Krzycka Elżbieta Zawadka Trener: Jacek Winnicki \| | |
| Alana Beard Tamika Catchings Monique Currie Marta Dobrowolska Marta Jujka Magdalena Leciejewska Natalla Marczanka | Ivana Matović Paulina Pawlak Emilija Podrug Jekaterina Snytsina Klaudia Sosnowska Olivia Szumełda-Krzycka Elżbieta Zawadka Trener: Jacek Winnicki |

| \| Alana Beard Marta Dobrowolska Ewelina Gala Louice Halvarsson Roneeka Hodges Marta Jujka Magdalena Kaczmarska Magdalena Leciejewska \| Ivana Matović Kamila Miazga Elżbieta Mukosiej Erin Phillips Klaudia Sosnowska Olivia Szumełda-Krzycka Marta Urbaniak Tanisha Wright Trener: Jacek Winnicki \| | |
| Alana Beard Marta Dobrowolska Ewelina Gala Louice Halvarsson Roneeka Hodges Marta Jujka Magdalena Kaczmarska Magdalena Leciejewska | Ivana Matović Kamila Miazga Elżbieta Mukosiej Erin Phillips Klaudia Sosnowska Olivia Szumełda-Krzycka Marta Urbaniak Tanisha Wright Trener: Jacek Winnicki |

| \| Gunta Baško Katarzyna Gawor Paulina Gajdosz Dorota Gburczyk-Sikora Anđa Jelavić Ewelina Kobryn Katarzyna Krężel \| Magdalena Leciejewska Jelena Leuczanka Paulina Pawlak Erin Phillips Nicole Powell Agnieszka Śnieżek Maja Vučurović Trener: José Ignacio Hernández \| | |
| Gunta Baško Katarzyna Gawor Paulina Gajdosz Dorota Gburczyk-Sikora Anđa Jelavić Ewelina Kobryn Katarzyna Krężel | Magdalena Leciejewska Jelena Leuczanka Paulina Pawlak Erin Phillips Nicole Powell Agnieszka Śnieżek Maja Vučurović Trener: José Ignacio Hernández |

| \| Milka Bjelica Joanna Czarnecka Aleksandra Ćwięk Ana Dabović Anke de Mondt Ewelina Kobryn Katarzyna Krężel \| Magdalena Leciejewska Taj McWilliams Paulina Pawlak Erin Phillips Nicole Powell Agnieszka Śnieżek Petra Ujhelyi Trener: José Ignacio Hernández \| | |
| Milka Bjelica Joanna Czarnecka Aleksandra Ćwięk Ana Dabović Anke de Mondt Ewelina Kobryn Katarzyna Krężel | Magdalena Leciejewska Taj McWilliams Paulina Pawlak Erin Phillips Nicole Powell Agnieszka Śnieżek Petra Ujhelyi Trener: José Ignacio Hernández |

| \| Wałerija Bereżynśka Magdalena Leciejewska Agnieszka Majewska Dorota Mistygacz Walerija Musina Nnemkadi Ogwumike Dominika Owczarzak \| Laia Palau Karolina Puss Magdalena Skorek Belinda Snell Nicole Powell Paula Światowska Sharnee Zoll Trener: Jacek Winnicki \| | |
| Wałerija Bereżynśka Magdalena Leciejewska Agnieszka Majewska Dorota Mistygacz Walerija Musina Nnemkadi Ogwumike Dominika Owczarzak | Laia Palau Karolina Puss Magdalena Skorek Belinda Snell Nicole Powell Paula Światowska Sharnee Zoll Trener: Jacek Winnicki |

| \| Karolina Fiejdasz Marta Jujka Katarzyna Krężel Jantel Lavender Danielle McCray Cristina Ouviña \| Paulina Pawlak Allie Quigley Agnieszka Skobel Agnieszka Szott-Hejmej Zane Tamane Justyna Żurowska-Cegielska Trener: Štefan Svitek \| | |
| Karolina Fiejdasz Marta Jujka Katarzyna Krężel Jantel Lavender Danielle McCray Cristina Ouviña | Paulina Pawlak Allie Quigley Agnieszka Skobel Agnieszka Szott-Hejmej Zane Tamane Justyna Żurowska-Cegielska Trener: Štefan Svitek |

| \| Farhiya Abdi Kamila Ciężadło Alicja Grabska Agnieszka Kaczmarczyk Jantel Lavender Angelika Ostasiewicz Cristina Ouviña Gintarė Petronytė \| Bożena Puter Allie Quigley Agnieszka Skobel Agnieszka Szott-Hejmej Courtney Vandersloot Karolina Wilk Magdalena Ziętara Justyna Żurowska-Cegielska Trener: Štefan Svitek \| | |
| Farhiya Abdi Kamila Ciężadło Alicja Grabska Agnieszka Kaczmarczyk Jantel Lavender Angelika Ostasiewicz Cristina Ouviña Gintarė Petronytė | Bożena Puter Allie Quigley Agnieszka Skobel Agnieszka Szott-Hejmej Courtney Vandersloot Karolina Wilk Magdalena Ziętara Justyna Żurowska-Cegielska Trener: Štefan Svitek |

| \| Laura Nicholls Agnieszka Blichowska Alicja Grabska Natalia Malaga Monika Malinowska Małgorzata Misiuk Cristina Ouviña Bożena Puter Magdalena Puter \| Denesha Stallworth Agnieszka Szott-Hejmej Yvonne Turner Karolina Wilk Magdalena Ziętara Kateřina Zohnová Justyna Żurowska-Cegielska Devereaux Peters Trener: José Ignacio Hernández \| | |
| Laura Nicholls Agnieszka Blichowska Alicja Grabska Natalia Malaga Monika Malinowska Małgorzata Misiuk Cristina Ouviña Bożena Puter Magdalena Puter | Denesha Stallworth Agnieszka Szott-Hejmej Yvonne Turner Karolina Wilk Magdalena Ziętara Kateřina Zohnová Justyna Żurowska-Cegielska Devereaux Peters Trener: José Ignacio Hernández |

| \| Nikki Greene Sharnee Zoll Agnieszka Majewska Zuzanna Sklepowicz Agnieszka Skobel Kourtney Treffers Małgorzata Zuchora \| Magdalena Koperwas Agnieszka Kaczmarczyk Agnieszka Śnieżek Kateryna Rymarenko Sylwia Siemienas Marissa Kastanek Trener: Arkadiusz Rusin \| | |
| Nikki Greene Sharnee Zoll Agnieszka Majewska Zuzanna Sklepowicz Agnieszka Skobel Kourtney Treffers Małgorzata Zuchora | Magdalena Koperwas Agnieszka Kaczmarczyk Agnieszka Śnieżek Kateryna Rymarenko Sylwia Siemienas Marissa Kastanek Trener: Arkadiusz Rusin |

| \| Temitope Fagbenle Miljana Bojović Angelika Stankiewicz Ewelina Gala Antonija Sandrić Weronika Gajda Magdalena Leciejewska \| Artemis Spanu Alana Beard Magdalena Idziorek Karolina Puss Lauren Ervin Theresa Plaisance Alysha Clark Trener: Maroš Kováčik \| | |
| Temitope Fagbenle Miljana Bojović Angelika Stankiewicz Ewelina Gala Antonija Sandrić Weronika Gajda Magdalena Leciejewska | Artemis Spanu Alana Beard Magdalena Idziorek Karolina Puss Lauren Ervin Theresa Plaisance Alysha Clark Trener: Maroš Kováčik |

| \| Temitope Fagbenle Weronika Gajda Tiffany Hayes Agnieszka Kaczmarczyk Stiliani Kaltsidu Lynetta Kizer \| Johanna Leedham Dominika Owczarzak Karolina Puss Jasmine Thomas Julia Tyszkiewicz Trener: Maroš Kováčik \| | |
| Temitope Fagbenle Weronika Gajda Tiffany Hayes Agnieszka Kaczmarczyk Stiliani Kaltsidu Lynetta Kizer | Johanna Leedham Dominika Owczarzak Karolina Puss Jasmine Thomas Julia Tyszkiewicz Trener: Maroš Kováčik |

| \| Martyna Goszczyńska Aleksandra Kuczyńska Natasha Mack Dominika Mazurek Michella Nassisi Aleksandra Stanaćev Sparkle Taylor \| Olga Trzeciak Anna Wińkowska Tetiana Jurkewiczus Wiktoria Zając Katarina Zec Aleksandra Zięmborska Magdalena Ziętara Trener: Krzysztof Szewczyk \| | |
| Martyna Goszczyńska Aleksandra Kuczyńska Natasha Mack Dominika Mazurek Michella Nassisi Aleksandra Stanaćev Sparkle Taylor | Olga Trzeciak Anna Wińkowska Tetiana Jurkewiczus Wiktoria Zając Katarina Zec Aleksandra Zięmborska Magdalena Ziętara Trener: Krzysztof Szewczyk |